# Flintiella
Flintiella is een geslacht van schietmotten uit de familie Hydroptilidae. 
De wetenschappelijke naam van het geslacht is voor het eerst geldig gepubliceerd in 1995 door Elisa B. Angrisano. Zij richtte het geslacht op voor de nieuwe soort Flintiella andreae, verzameld in Uruguay en Argentinië. Harris, Flint en Holzenthal publiceerden in 2002 een herziening van het geslacht en beschreven acht nieuwe soorten.
Flintiella is een klein Neotropisch geslacht. De volwassen schietmotten zijn slechts 1 tot 3 mm groot.

## Soorten
- Flintiella alajuela Harris, Flint & Holzenthal, 2002 – Costa Rica
- Flintiella andreae Angrisano, 1995 – Argentinië, Uruguay
- Flintiella astilla Harris, Flint & Holzenthal, 2002 – Brazilië, Costa Rica, Ecuador, Paraguay, Peru, Venezuela
- Flintiella boraceia Harris, Flint & Holzenthal, 2002 – Brazilië
- Flintiella carajas Santos, Jardim & Nessimian, 2011 - Brazilië[2]
- Flintiella heredia Harris, Flint & Holzenthal, 2002 – Costa Rica, Ecuador, Peru
- Flintiella manauara Santos & Nessimian, 2009 - Brazilië
- Flintiella panamensis Harris, Flint & Holzenthal, 2002 – Panama
- Flintiella pizotensis Harris, Flint & Holzenthal, 2002 – Brazilië, Colombia, Costa Rica, Ecuador, Mexico, Panama, Peru
- Flintiella tamaulipasa Harris, Flint & Holzenthal, 2002 –  Mexico
- Flintiella yanamona Harris, Flint & Holzenthal, 2002 –  Peru